# Сакрамуло
Сакрамуло (груз. საკრამულო) — село в Грузии, в муниципалитете Душети края Мцхета-Мтианети.

## География
Село расположено в южной части края, в 10 километрах по прямой к югу от центра муниципалитета Душети. Высота центра — 955 метров над уровнем моря.

## Население
По данным переписи населения 2014 года, в селе проживало 216 человек.
| Год  | Население |
| ---- | --------- |
| 2002 | 314       |
| 2014 | 216       |